# 海兰帕克 (佛罗里达州)
海兰帕克（英語：Highland Park），是美国佛罗里达州波爾克縣下属的一座乡村。建立于1927年。面积约为1.9平方公里（约合0.7平方英里）。根据2010年美国人口普查，该市有人口258人。论人口在本州排行第390。